# Teleférico Telêmaco Borba
El Teleférico Telêmaco Borba es el teleférico (bondinho en portugués) en Telêmaco Borba, en el centro del estado de Paraná. Recorre los 1318 metros que separan los morros de Harmonia y Telêmaco Borba.
Inaugurado en 1959, el propósito inicial del teleférico era transportar empleados y residentes a la fábrica de papel.
El turista que hace la travesía en teleférico quedará deslumbrado por la vista de la ciudad, el río Tibagi y las Industrias Klabin. Durante su existencia, el teleférico ha transportado más de 54 millones de pasajeros.